# 1080
| [ Edytuj tabelę ]          |                                                                 |
| Książę Polski              | - 1079 Władysław I Herman 1102                                  |
| Król Angkoru               | - 1066 Harszawarman III 1080 - 1080 Dżajawarman VI 1107         |
| Król Anglii                | - 1066 Wilhelm Zdobywca 1087                                    |
| Król Aragonii i Nawarry    | - 1063 Sancho Ramírez 1094                                      |
| Hrabia Barcelony           | - 1076 Rajmund Berengar II 1082 - 1076 Berengar Rajmund II 1097 |
| Książę Bawarii             | - 1077 Henryk VIII 1096                                         |
| Książę Burgundii           | - 1079 Odo I 1102                                               |
| Cesarz Bizancjum           | - 1078 Nicefor III Botaniates 1081                              |
| Cesarz Chin                | - 1067 Song Shenzong 1085                                       |
| Książę Czech               | - 1061 Wratysław II 1092                                        |
| Król Danii                 | - 1074 Harald Hein 1080 - 1080 Kanut IV Święty 1086             |
| Władca Egiptu              | - 1036 Al-Mustansir 1094                                        |
| Król Francji               | - 1060 Filip I 1108                                             |
| Król Gruzji                | - 1072 Jerzy II 1089                                            |
| Hrabia Holandii            | - 1061 Dirk V 1091                                              |
| Cesarz Japonii             | - 1072 Shirakawa 1086                                           |
| Kalif                      | - 1075 Al-Muktadi 1094                                          |
| Król Kastylii              | - 1072 Alfons VI 1109                                           |
| Wielki książę Kijowa       | - 1078 Wsiewołod I 1093                                         |
| Patriarcha Konstantynopola | - 1075 Kosma I Jerozolimski 1081                                |
| Władca Korei               | - 1046 Munjong 1083                                             |
| Władca Maroka              | - 1070 Jusuf ibn Taszfin 1106                                   |
| Król Norwegii              | - 1066 Olaf III Pokojowy 1093                                   |
| Książę Obodrzyców          | - 1066 Krut 1093                                                |
| Hrabia Palatynatu          | - 1061 Herman II Luksemburski 1085                              |
| Papież                     | - 1073 Grzegorz VII 1085 - 1080 Klemens III (antypapież) 1080   |
| Sułtan Rumu                | - 1077 Sulajman I 1086                                          |
| Książę Saksonii            | - 1072 Magnus 1106                                              |
| Sułtan Seldżuków           | - 1072 Malikszah I 1092                                         |
| Król Szkocji               | - 1058 Malcolm III 1093                                         |
| Król Szwecji               | - 1070 Hakan Ryży i Inge I Starszy 1080 - 1080 Sven Blot 1083   |
| Doża Wenecji               | - 1071 Domenico Selvo 1084                                      |
| Król Węgier                | - 1077 Władysław I Święty 1095                                  |

Rok 1080 / MLXXX
stulecia: X wiek ~
XI wiek ~
XII wiek

lata: 1070 «
1075 «
1076 «
1077 «
1078 «
1079 «
1080
» 1081
» 1082
» 1083
» 1084
» 1085
» 1090

## Wydarzenia na świecie
- 27 stycznia – miała miejsce nierozstrzygnięta bitwa pod Flarchheim, stoczona między siłami króla niemieckiego Henryka IV Salickiego, wspieranego przez księcia czeskiego Wratysława II, a wojskami księcia Szwabii i antykróla Rudolfa Szwabskiego.
- 7 marca – antykról niemiecki Rudolf Szwabski został uznany za króla przez papieża Grzegorza VII. Tronu nie objął z powodu śmierci w październiku tego roku w bitwie pod Hohenmölsen.
- 17 kwietnia – Kanut IV został królem Danii.
- 25 czerwca – biskupi niemieccy i włoscy zebrani na synodzie w Brixen w Tyrolu ogłosili papieża Grzegorza VII za pozbawionego tiary. Antypapieżem obwołano arcybiskupa Wiberta z Rawenny, który przybrał imię Klemens III.
- 15 października – miała miejsce Bitwa pod Hohenmölsen.

- Henryk IV ogłosił detronizację Grzegorza VII i przeprowadził elekcję antypapieża Klemensa III.
- Przybliżona data powstania królestwa Armenii Cylicyjskiej.

## Urodzili się
- Hugues de Payns, pierwszy wielki mistrz zakonu templariuszy (zm. 1136)
- Matylda Szkocka, pierwsza żona Henryka I i królowa Anglii (zm. 1118)
- Norbert z Xanten, święty chrześcijański, założyciel zakonu premonstratensów (zm. 1134)

## Zmarli
- 17 kwietnia – Harald III Hein, król Danii (ur. ok. 1041)